# Happiness Is a Warm Gun
A Happiness Is a Warm Gun egy dal, amely a The Beatles együttes 1968-as azonos nevet viselő albumán jelent meg. A dal szerzője John Lennon volt és Lennon–McCartney szerzeményként jelölték. 
A dal alapötlete egy újság adta, melyet George Martin John Lennon kezébe adott. Az egyik cikk címe az volt, hogy "Happines Is A Warm Gun in Your Hand". A szám szövege kétértelmű utalásokat tartalmaz fegyverekről és Yoko Onóval folytatott szexuális életről erotikáról (emiatt a BBC egy ideig nem is sugározta a dalt). A szöveg még tartalmaz utalásokat Lennon valós történeteiből.
A dalt 1968. szeptember 23. és 25. között vették fel. A dal 1968. május 28-ai demófelvételében (mely az Anthology 3 albumon szerepel) még nem hallható a zárószakasz, melyet a stúdiófelvételek alatt rögzítettek. A májusi vázlatban is csak a dal fele volt csak meg. A szeptember 23-ai napon negyvenöt felvételt rögzítettek, de egyik se volt megfelelő. Másnap még 25 felvétel került rögzítésre, melynek az 53. első fele és a 65. második fele hallható a végleges változatban. Szeptember 25-én került sor a hangszeres kíséretek rögzítésére, melynek érdekessége, hogy a gitárok háromnegyedes, a dob pedig négynegyedes ütemben szólalt meg.

## Közreműködött
Ian MacDonald szerint:

### The Beatles
- John Lennon – duplázott ének, vokál, szólógitár
- Paul McCartney – vokál, basszusgitár
- George Harrison – vokál, szólógitár
- Ringo Starr – dob, csörgődob